# Historia de un Amor
"Historia de un Amor" (tiếng Tây Ban Nha: Chuyện một cuộc tình) là một bài hát về mối tình đã mất do nhạc sĩ Panamá Carlos Eleta Almarán soạn. Ông viết bài này năm 1955 khi người em dâu bị tai nạn và thiệt mạng. Sang năm sau tức năm 1956 bản nhạc này được dùng làm nhạc nền cho cuốn phim cùng tên Historia de un Amor quay ở México với sự cộng tác của Libertad Lamarque. Nội dung bài hát là lời trần tình than tiếc của một người đàn ông sau khi mất mối tình cực đẹp. Bản này được xem là kinh điển của dòng nhạc bolero.
Theo Hiệp hội các tác giả Panamá, bài hát này tính đến nay đã thâu lại hơn hai ngàn phiên bản (cover), chiếm hạng đầu trong số các giai điệu La Tinh, đứng hàng thứ sáu trong số các ca khúc quốc tế được thu thanh nhiều nhất.
Lời tiếng Việt được nhạc sĩ Anh Bằng soạn với tựa là "Chuyện tình yêu" từng được Ngọc Lan, Lâm Nhật Tiến và Bằng Kiều trình bày.

## Những người trình diễn
Bản "Historia de un Amor" đã được nhiều nghệ sĩ quốc tế hàng đầu thâu thanh như: Dalida, Guadalupe Pineda, Eydie Gormé & Trio Los Panchos, Los Paraguayos, Nicola Di Bari, Abbe Lane, Julio Iglesias, Angélica María, Nana Mouskouri, George Dalaras, Hrysoula Stefanaki, Perez Prado, Laura Fygi, Iva Zanicchi, Dizzy Reece, Pedro Infante, Ana Gabriel, Luis Miguel, Luz Casal, Yasar, Cesaria Evora, Lili Boniche, Los Tres Ases, Dany Brillant, Eartha Kitt, Krystyna Janda, Stanisława Celińska, Sargis Maghakyan Sr., Zaz (singer), Il Volo, Felipe Pirela, Miri Mesika, Diego El Cigala và Il Divo.
Héctor Varela và ban nhạc của ông cùng với ca sĩ Rodolfo Lesica thì đổi bài này sang điệu nhạc tango rất thành công. Bài này cũng được thâu lại trong bộ phim tập Columbia La Hija del Mariachi do Carolina Ramirez trình bày. Trong phim Visage của Tsai Ming-liang, ca sĩ người Liban Mohammed Jamal thu âm bản này vào thập niên 1980 bằng tiếng Ả Rập với tựa đề là "You and dancing and me" (إنت والرقص وأنا).
Có phiên bản tiếng Hoa do Chen Die-Yi 陳蝶衣 soạn lời nhạc dưới tên 我的心裡没有他 (Nghĩa đen: Trong tim ta, không có người).
Il Divo, cùng với nhà sản xuất Julio Reyes Copello, đã thâu bản này cho album Amor & Pasión from Il Divo (2015).